# Golden Bay / Mohua
Die Golden Bay / Mohua ist eine Bucht am Nordende der Südinsel von Neuseeland.

## Geographie
Die Golden Bay / Mohua befindet sich westlich des Übergangs von der Tasmansee zur Cook Strait. Die Bucht erstreckt sich bei einer Buchttiefe von rund 29 km und einer Breite von 35 km in Nord-Süd-Richtung über eine Fläche von rund 812 km². Die nördliche Begrenzung stellt die langgestreckte Nehrung Farewell Spit dar, nahe dessen östlichem Ende der Leuchtturm Farewell Spit Lighthouse steht. Im Süden bildet der Separation Point im Abel Tasman National Park die Grenze zur größeren Nachbarbucht, der Tasman Bay / Te Tai-o-Aorere.
Der Nordteil der Bucht ist kaum bevölkert und im Süden liegt die kleine, dicht besiedelte Ebene um die Mündung des Tākaka River. Dazwischen befindet sich die kleine Stadt Collingwood. Den zweiten wichtigen Zufluss zur Bucht stellt der Aorere River dar.

## Geschichte
Der niederländische Entdecker Abel Tasman ankerte 1642 in der Golden Bay / Mohua, nachdem er Neuseeland einige Tage zuvor als erster Europäer gesichtet hatte.
Mit den  Māori, die sich dem Schiff von Tasman in einem Waka (Kanu) näherten, konnte man seinerzeit nicht kommunizieren. Nachdem die Māori ein Beiboot des Schiffes angegriffen und vier Besatzungsmitglieder getötet hatten und sich Māori in größerer Zahl am Ufer, möglicherweise zu einem Angriff, sammelten, verließ Tasman die Bucht und verlieh ihr den Namen Mordenaers Bay („Mörderbucht“). Der englischen Entdecker und Seefahrer Kapitän James Cook schloss sie 1770 als Teil der Blind Bay mit ein. 1835 bekam die Bucht von dem französischen Seefahrer und Kapitän Jules Dumont d’Urville den Namen Massacre Bay verliehen und schon sieben Jahre später führte die Entdeckung von Kohle in Takaka 1842 zu der Änderung in Coal Bay.
1857 entdeckten Jäger am Aorere River zufällig Gold, was der Bucht zu dem heutigen Namen Golden Bay verhalf. Für die Māori hingegen hatte die Bucht wegen des Mohua, einem Gelbköpfchen genannten Vogels, eine besondere Bedeutung, weswegen sie die Bucht Mohua nannten. Dem wurde durch die Umbenennung der Bucht in Golden Bay / Mohua im Jahr 2014 Rechnung getragen.
An die Entdeckung Neuseelands und den ersten Kontakt zwischen Māori und Europäern am 18. Dezember 1642 erinnert das Abel Tasman Monument bei Tarakohe.

## Fotogalerie

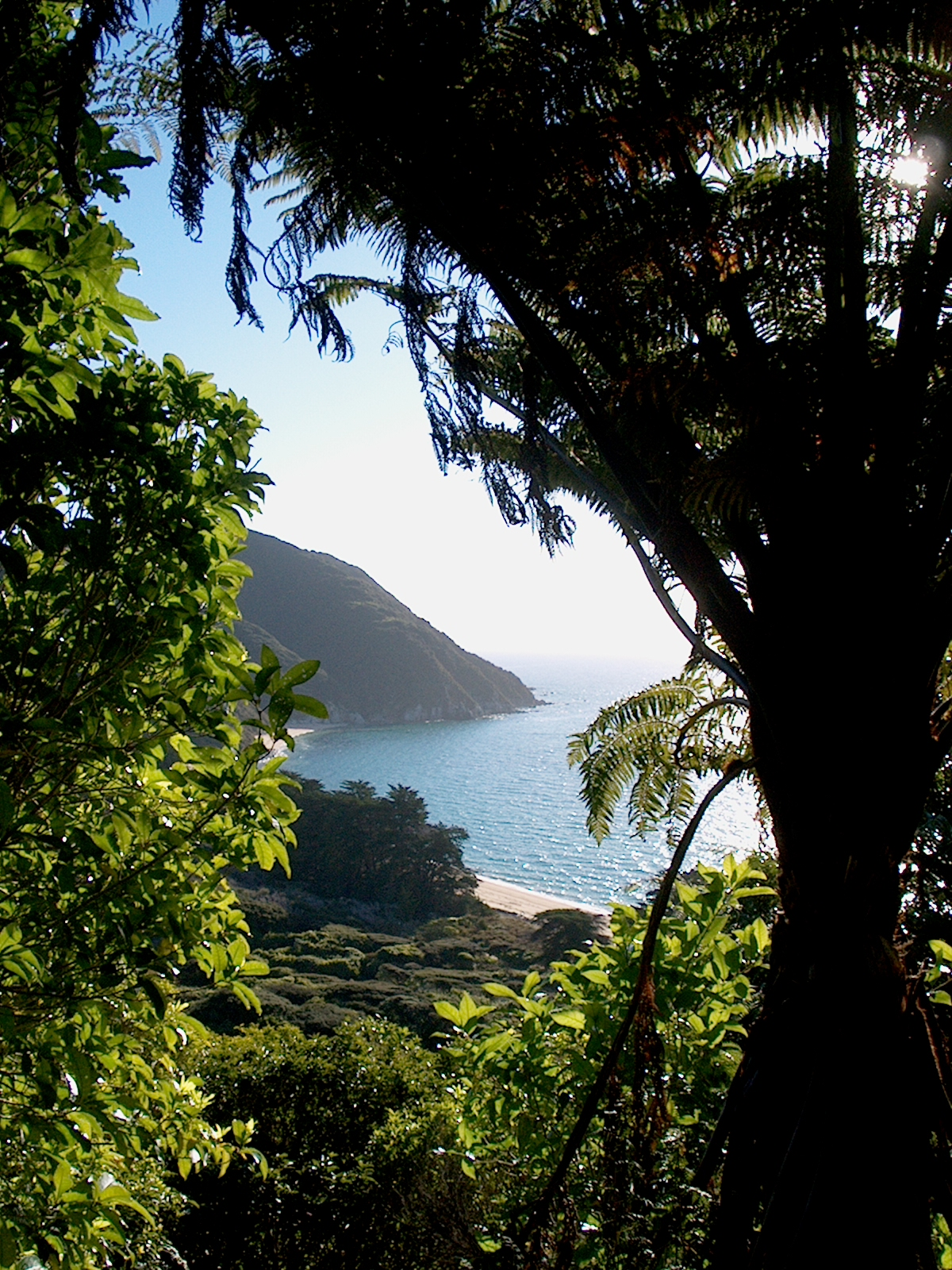
Strand an der Golden Bay / Mohua im Abel Tasman National Park
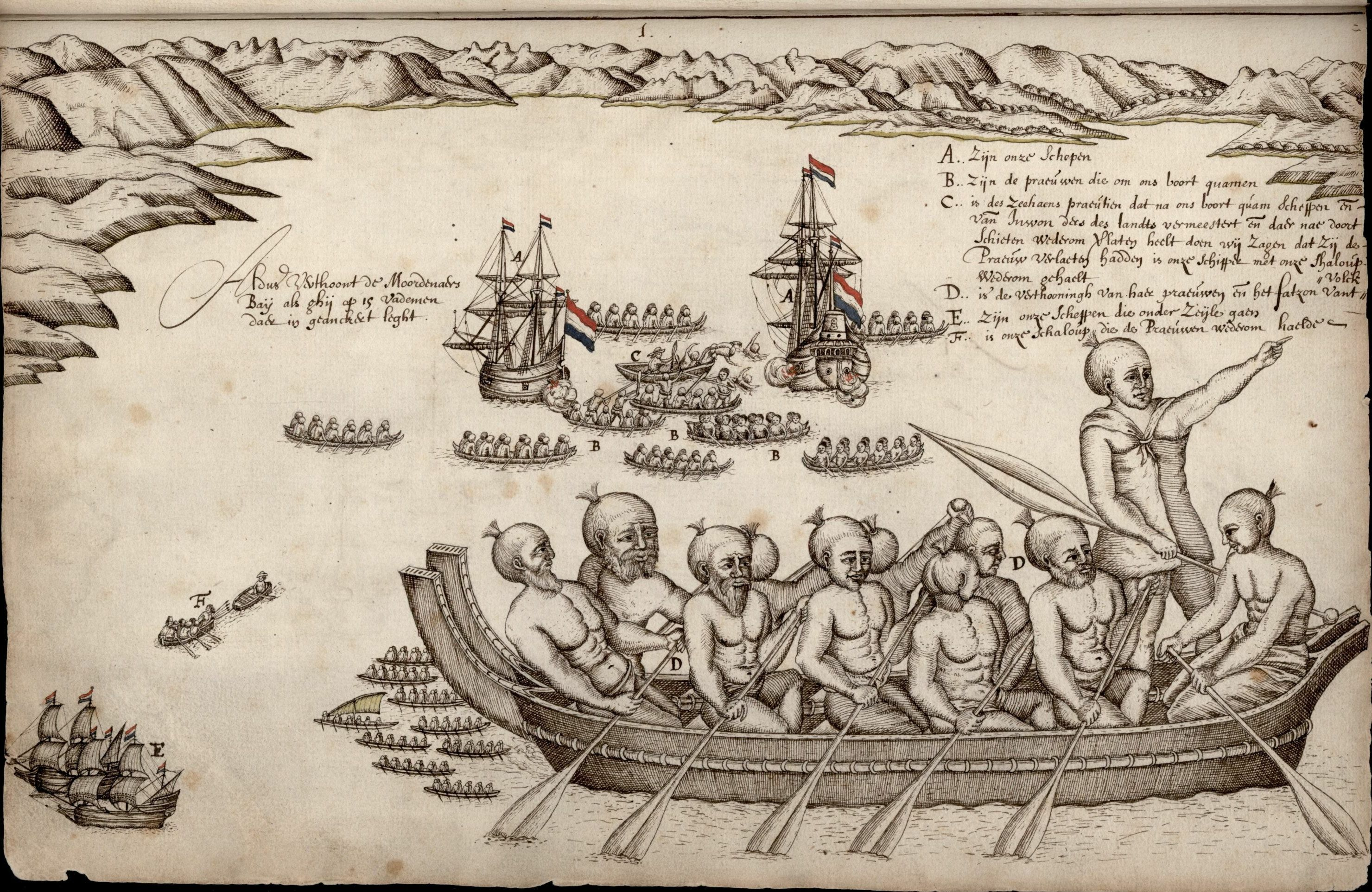
Abel Tasman in der Bucht (18. Dezember 1642)
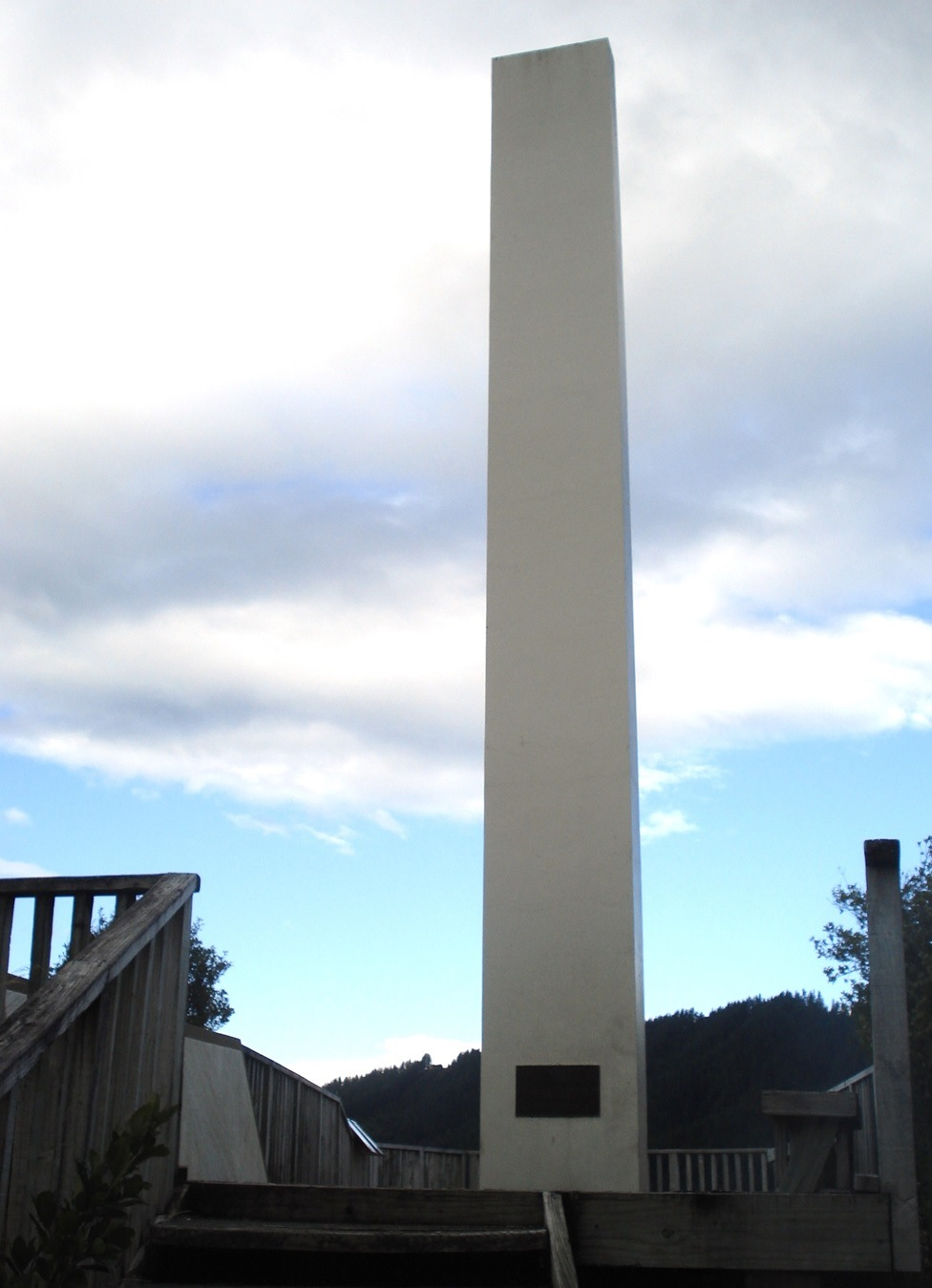
Das Abel Tasman Monument bei Tarakohe
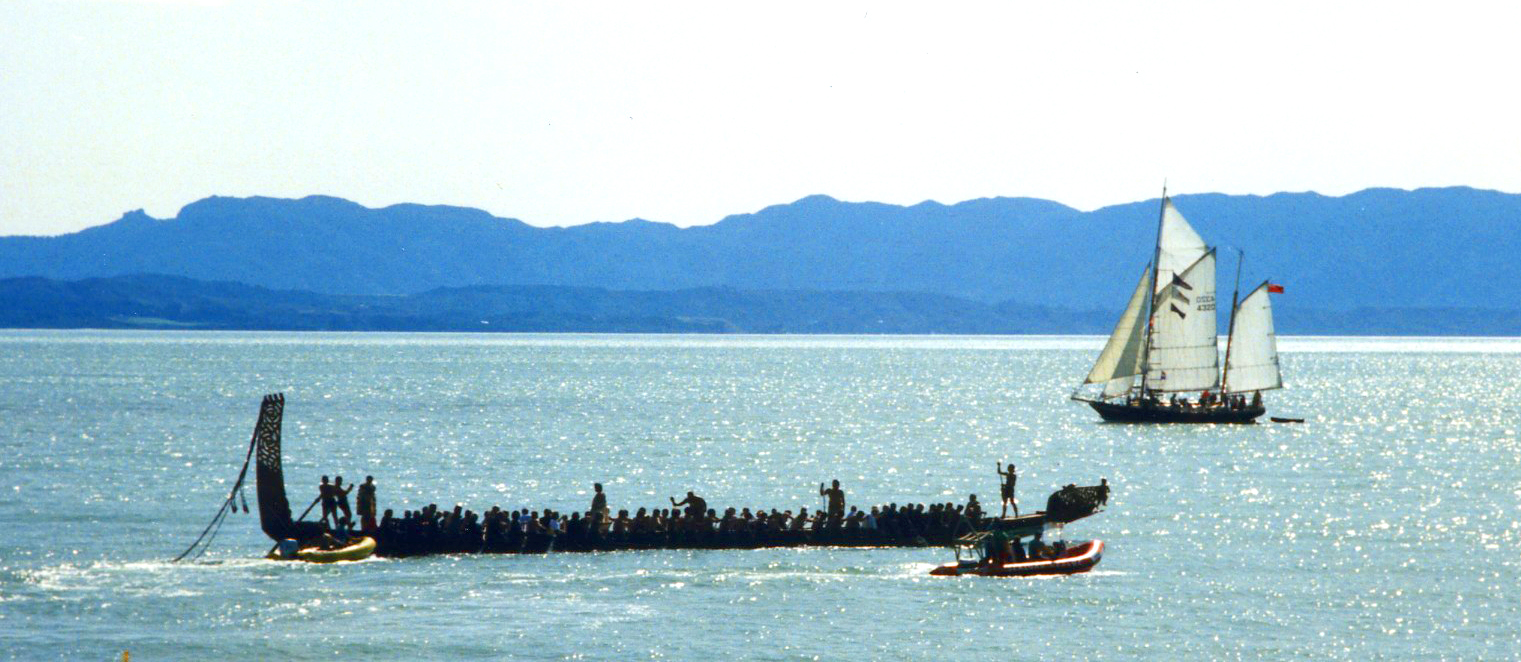
Waka (Kanu) in der Golden Bay / Mohua